# Mniotype albostigmata
Mniotype albostigmata is een vlinder uit de familie uilen (Noctuidae). De wetenschappelijke naam is voor het eerst geldig gepubliceerd in 1891 door Bethune-Baker.
De soort komt voor in Europa.